# Sandgut

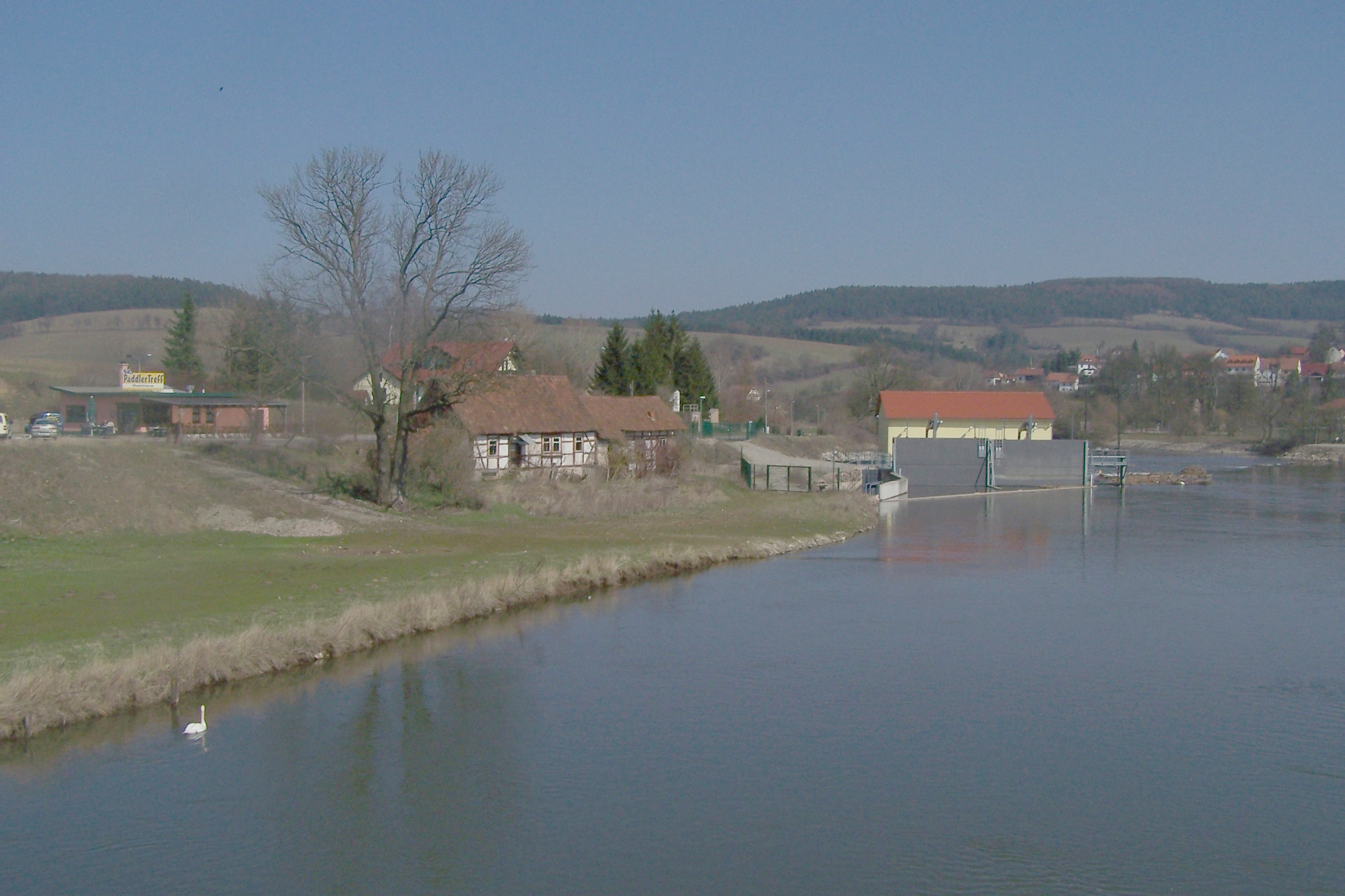
Mihla: Blick auf das Sandgut, davor das ehemalige Fährhaus und die Wasserkraftanlage an der Werra (2009)

Das Sandgut ist ein früheres Rittergut in der Gemarkung Mihla im Wartburgkreis in Thüringen. Der Standort des Vorwerks Sandgut war bis zum 16. Jahrhundert als Pfarrort Münsterkirchen bekannt.

## Lage
Das ehemalige Vorwerk Sandgut liegt auf Höhe des Mihlaer Werrakraftwerkes, am linken Flussufer der Werra in hochwassergeschützter Lage am Fuß eines Hügels. Die Mehrzahl der heute vorhandenen Gebäude entstand erst nach 1990.

## Geschichte
Die mittelalterliche Besiedlungsgeschichte im Werratal um Mihla konnte vom Mihlaer Heimatforscher und Bürgermeister Rainer Lämmerhirt durch die Auswertung von archäologischen Funden und Archivalien erschlossen werden.  Der dem historischen Ortskern von Mihla mit der Wasserburg Graues Schloss gegenüberliegende Flurbezirk war der Siedlungsplatz des Ortes Münsterkirchen. Die an dem Südhang des Hügels ausgebreitete Siedlung war mit der etwa einen Kilometer westlich gelegenen Siedlung Wesse (Flurname Wesseberg) und dem Nachbarort Scherbda über die Hohe Straße verbunden. Die nur zwei Kilometer entfernte Kleinsiedlung der ehemaligen Probstei Freitagszella steht ebenfalls in enger Verbindung zu Münsterkirchen. Aus dem Jahr 1506 ist die Existenz einer Kapelle in Münsterkirchen überliefert, deren Glocke sich heute in der St. Martinskirche in Mihla befinden soll. Münsterkirchen war fuldaisches Lehen, Teile des hochmittelalterlichen Ortes Mihla gehörten zum Erzbistum Mainz, das auch einen befestigten Verwaltungssitz und Fronhof im Areal des heutigen Roten Schlosses hatten. Die Kapelle wird noch zur Traditionsbildung und als topographischer Bezugsort 1796 in Fuldaer Lehnbriefen erwähnt.
Die Gebrüder Hermann und Friedrich von Harstall belehnten die Wüstung Münsterkirchen vom Kloster Fulda und belebten den Standort als Sandgut wieder, welches ab 1827 als Vorwerk bezeichnet wurde. Bis zum Bau der ersten Brücke über die Werra im Jahr 1870 war das Vorwerk über eine Fähre mit Mihla verbunden. Von dieser ist das ehemalige Fährhaus – heute eine einsturzgefährdete Ruine – erhalten.
Unmittelbar neben dem Fährhaus wurde das Mihlaer Wasserkraftwerk erbaut. Zur Regulierung der Wasserführung wurde ein Betonwehr in den Fluss gesetzt. Am Westrand der Münsterkirchener Flur wurde die Trasse der im Jahr 1907 in Betrieb genommenen Bahnstrecke Schwebda–Wartha festgelegt.  Das im Besitz der Harstalls befindliche Sandgut wurde nach 1945 zu Zeiten der DDR-Diktatur enteignet und verstaatlicht. Die im Juni 1958 gegründete Landwirtschaftliche Produktionsgenossenschaft (LPG Werratal) nutzte es für die Bewirtschaftung der Felder und Weiden im Werrabogen. Um 1962 wurde mit dem Bau eines Ausbildungsstützpunktes und Lehrlingswohnheims begonnen, die ersten Gruppen der Jugendlichen aus dem Landkreis Eisenach waren beim Aufbau der Gebäude beteiligt, die Einweihung fand am 1. September 1964 statt. Der Nachfolger der LPG betreibt darin heute einen Landgasthof.
Nach 1990 bemühte sich die Gemeinde um die touristische Ausgestaltung des nördlichen Brückenkopfes und ließ das nahe dem Sandgut gelegene Mihlaer Freibad modernisieren.